# Gabriël Smit

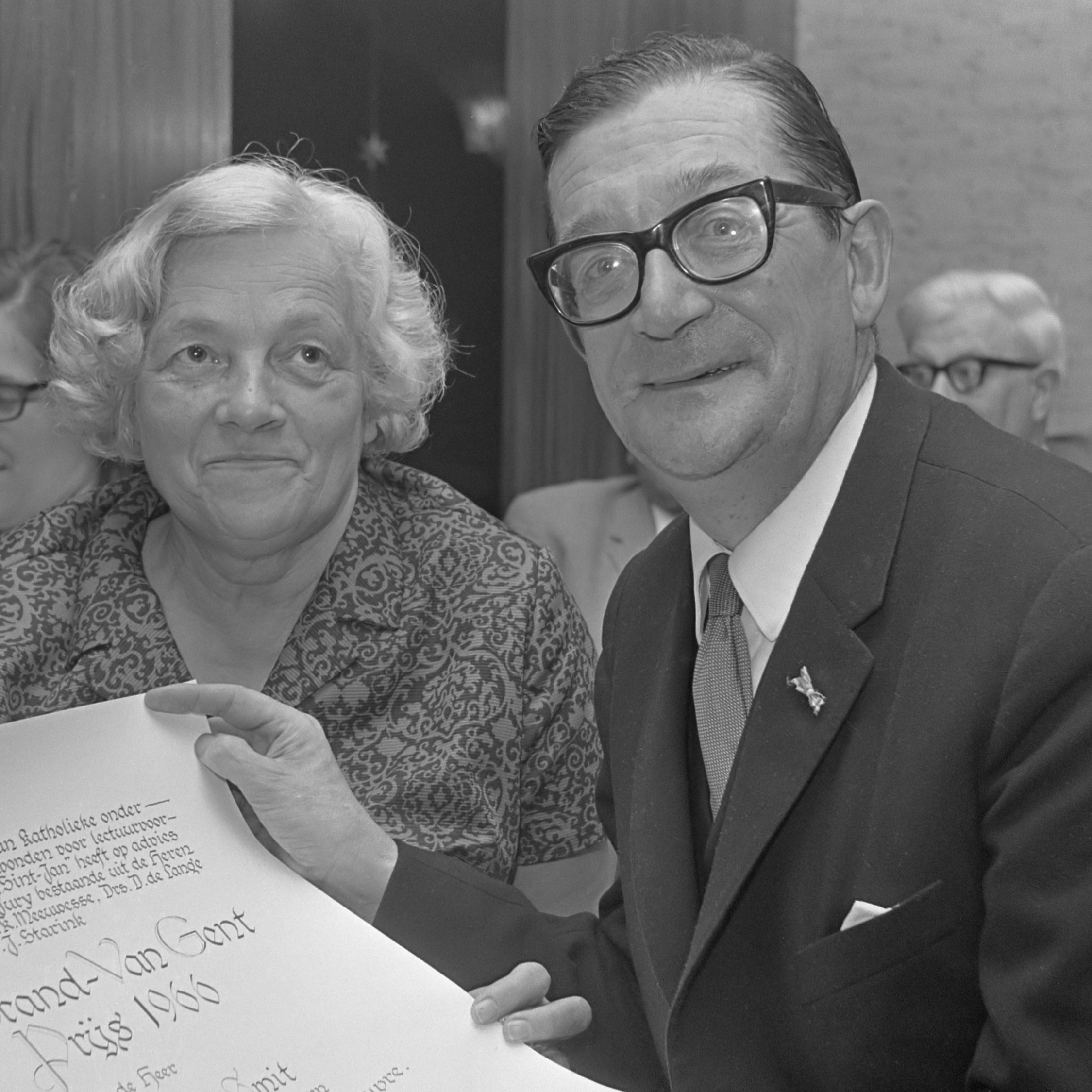
Gabriël Smit (1966)

Gabriël Wijnand Smit (* 25. Februar 1910 in Utrecht; † 23. Mai 1981 in Laren) war ein niederländischer Dichter und Journalist.

## Leben
Smit veröffentlichte 1931 seinen ersten Gedichtband Voorspel, dieser bildete den Anfang von etwa 30 Bänden, die von ihm in den nächsten 50 Jahren erschienen. Er war zeitlebens ein gläubiger Mensch, dessen Glaube das Hauptmotiv seiner Gedichte bildete. In seinen Werken tritt in offener Art und Weise ein Wunsch hervor Gottes Anwesenheit zu erfahren, später wandte er sich besonders Mariendichtungen und den Psalmen zu. 1933 begann er seine Arbeit als Journalist in der Regionalzeitung De Gooi- en Eemlander, wo er bis 1939 tätig war. In diese Zeit (1934) fällt auch sein Übertritt von der Alt- zur Römisch-Katholischen Kirche. Anschließend arbeitete er für das Utrechtsch Dagblad und De Linie als Literaturkritiker.
In den Jahren von 1950 bis 1960 war Smit als Godfried Bomans’ Nachfolger Chef der Kunstredaktion bei der überregionalen katholischen Tageszeitung de Volkskrant, die sich, seitdem sie nach vierjähriger Unterbrechung während des Zweiten Weltkriegs wieder erschien, als führendes katholisches Sprachrohr in den Medien etabliert hatte. Smit steuerte zu kirchlichen Festtagen regelmäßig Gedichte bei und prägte damit de Volkskrant entscheidend mit. In der ersten Hälfte der 60er Jahre berichtete er von Rom aus über den Fortgang des Zweiten Vatikanischen Konzils, der Konzil wurde dabei zu einem entscheidenden Ereignis in Smits Leben. Viele fortschrittliche Kräfte innerhalb des Katholizismus, denen sich auch de Volkskrant zugehörig fühlte, verbanden zunächst große Hoffnungen mit dem Konzil, fühlten jedoch große Enttäuschung nach dessen Ausgang. Smit brach mit seiner Kirche und trat 1969 aus, ein Schritt, der für viele Redakteure dieser Zeit steht, so auch für seinen Chefredakteur van der Pluijm. Er blieb der Zeitung, die nun endgültig ihren katholischen Hintergrund hinter sich ließ und sich zur politischen Linken hinwandte, bis zu seiner Pensionierung im Jahr 1975 treu.
Neben seiner journalistischen und dichterischen Arbeit übersetzte Smit auch Werke anderer Dichter und war regelmäßig in den Jurys diverser Literaturpreise vertreten. Er selbst erhielt eher kleine, lokale Preise, trotz seines Erfolges zu seiner Zeit, der auch in einer leicht zugänglichen Sprache begründet war, liegt er im Bekanntheitsgrad deutlich hinter seinem Vorgänger Godfried Bomans zurück. Dieser bewegte sich literarisch in weltlichen Gefilden und war auch des Öfteren im Radio und Fernsehen präsent; Bomans Werke werden im Gegensatz zu denen Smits auch heute noch verlegt. Bis zur zweiten Hälfte der sechziger Jahre war Smit jedoch ein fester Bestandteil der katholischen Säule der Niederlande und wurde beispielsweise als wichtigster Mariendichter bezeichnet, den die Niederlande je hervorgebracht hätten.

### Online
- Biographie von Gabriël Smit bei der digitale bibliothek van den Nederlandse letterkunde (dbnl) (niederl.)

## Werke
- Voorspel, Luchtkastelen deel 9, Brüssel/Maastricht 1931
- Weerklank, Leiter – Nypels, Maastricht 1932
- Requiem in memoriam matris, Stols, Brüssel/Maastricht 1932
- Christofoor, Marnix Pers, Amsterdam 1933
- Het laatste gezicht, Rozenbeek en Venemans, Hilversum 1935
- De priester, Ons Leekenspel, Bussum 1938
- Maria-lof en andere gedichten, Het Spectrum, Utrecht 1939
- Angelus, Het Spectrum, Utrecht 1940
- XL Psalmen, Het Spectrum, Utrecht 1942
- Tempore belli, Het Spectrum, Utrecht 1943
- Sonnetten, Marnix Pers, Amsterdam 1944
- Zeven Marialegenden, Het Spectrum, Utrecht 1945
- Spiegelbeeld, Het Spectrum, Utrecht 1946
- Roosjes uit de hemeltuin, De Fontein, Utrecht/Antwerpen 1947
- Fragment, Het Spectrum, Utrecht 1948
- Ternauwernood, Het Spectrum, Utrecht 1951
- Geboorte, Het Spectrum, Utrecht 1952
- De psalmen, Het Spectrum, Utrecht 1952
- Het jaar van de Heer, Het Spectrum, Utrecht 1955
- Onderlinge verstandhouding (mit Anton van Duinkerken und Michael van der Plas), Brand/Sheed & Ward, Bussum/Antwerpen 1955
- Ik geloof, Het Spectrum, Utrecht 1957
- Dichterbij, Het Spectrum, Utrecht 1964
- Variaties van liefde, Ambo, Baarn 1966
- Op mijn woord, Ambo, Baarn 1968
- Leven van gedichten. Verzamelde poëzie, Ambo, Baarn 1969
- Psalmen opnieuw, Ambo, Baarn 1972
- Gedichten (Sammlung) 1975
- Weerlicht, Ambo, Baarn 1976
- Beatrijs, Ambo, Baarn 1979
- Evenbeeld, Ambo, Baarn 1981